# Harry Warren
Harry Warren (născut Salvatore Antonio Guaragna; n. 24 decembrie 1893, New York City, New York, SUA – d. 22 septembrie 1981, Los Angeles, California, SUA) a fost un compozitor și textier american. Warren a fost primul mare compozitor american care a compus în principal muzică de film. A fost nominalizat de unsprezece ori la Premiul Oscar pentru cea mai bună melodie originală și a câștigat trei Oscaruri pentru compozițiile „Lullaby of Broadway”, „You'll Never Know” și „On the Atchison, Topeka and the Santa Fe”. A scris muzica primului film muzical blockbuster, 42nd Street, coregrafiată de Busby Berkeley, cu care a colaborat la mai multe filme muzicale.
Într-o carieră întinsă pe durata a peste patru decenii, Warren a scris peste 800 de melodii. Unele dintre cele mai cunoscute hituri ale lui Warren sunt următoarele: „I Only Have Eyes for You”, „You Must Have Been a Beautiful Baby”, „Jeepers Creepers”, „The Gold Diggers' Song (We're in the Money)”, „That's Amore”, „There Will Never Be Another You”, „The More I See You”, „At Last” și „Chattanooga Choo Choo” (ultimul fiind primul disc de aur din istorie). Warren a fost unul dintre cei mai prolifici compozitori de film ai Americii, iar cântecele sale au fost prezentate în peste 300 de filme.

## Biografie

#### Primele hituri și primele melodii pentru filme
A început sa lucreze pentru Warner Brothers în 1932, împreuna cu Dubin, a compus muzica primului film muzical devenit blockbuster, 42nd Street, și a continuat sa lucreze acolo timp de șase ani, timp în care a compus muzica a altor 32 de filme muzicale. A lucrat pentru 20th Century Fox începând din 1940, colaborând acolo cu textierul Mack Gordon. S-a mutat începând din 1944 la MGM, pentru care a compus muzica mai multor filme muzicale, cum ar fi The Harvey Girls și The Barkleys of Broadway, multe dintre ele avându-l în rol principal pe Fred Astaire. Mai târziu, de la începutul anilor 1950, a lucrat la Paramount, unde a compus muzica filmului Just for You cu Bing Crosby și The Caddy cu Martin and Lewis, acesta din urmă conținând piesa „That's Amore”. A continuat să scrie melodii pentru mai multe comedii cu Jerry Lewis.
Warren a câștigat de trei ori premiul Oscar pentru cea mai bună melodie originară, colaborând cu trei textieri diferiți: „Lullaby of Broadway” cu Al Dubin în 1935, „You'll Never Know” cu Mack Gordon în 1943 și „On the Atchison, Topeka and Santa Fe” cu Johnny Mercer în 1946. A fost nominalizat pentru unsprezece premii Oscar.

#### Ultimii ani
În 1955 Warren a scris „The Legend of Wyatt Earp”, care a fost folosit în serialul de televiziune ABC / Desilu Studios, The Life and Legend of Wyatt Earp. De asemenea, el a compus melodia de început „Hey, Marty” (text de Paddy Chayefsky), pentru filmul Marty, care a câștigat Premiul Oscar pentru cel mai bun film în 1955. Ultima muzică a unui musical pe care Warren a compus-o în mod special pentru Broadway a fost muzica din Shangri-La (1956), o adaptare dezastruoasă a romanului Orizont pierdut al lui James Hilton, care a avut doar 21 de spectacole. În 1957 a obținut ultima sa nominalizare la Oscar pentru An Affair To Remember. A continuat să scrie melodii pentru filme în anii 1960 și 1970, dar niciodată nu a reușit să obțină faima de care se bucurase anterior. Ultimul său film pentru care a compus muzica a fost Manhattan Melody, în 1980, dar filmul nu a fost niciodată produs.

### Viața personală
Warren s-a căsătorit cu Josephine Wensler în 1917. Ei au avut un fiu, Harry Jr. (1919-1938), și o fiică, Joan (n. 1925). Soția lui a murit în 1993.
Warren a murit pe 22 septembrie 1981 la Los Angeles. A fost înmormântat în Cimitirul Westwood Village Memorial Park din Los Angeles. Placa cu epitaful lui Warren conține primele note ale cântecului „You'll Never Know”.
Un teatru din Brooklyn, New York poartă numele lui Warren.

## Cântece
Cele mai cunoscute cântece compuse de Warren sunt următoarele:

### Cântece nominalizate și câștigătoare ale Premiului Oscar
Câștigătoare
- „Lullaby of Broadway” (1935), text de Al Dubin, pentru Gold Diggers of 1935[17]
- „You'll Never Know” (1943), text de Mack Gordon, pentru Hello, Frisco, Hello[18]
- „On the Atchison, Topeka and the Santa Fe” (1945), text de Johnny Mercer, pentru The Harvey Girls[19]

Nominalizări
- „Remember Me?” (1937), text de Al Dubin, pentru Mr. Dodd Takes the Air[19]
- „Jeepers Creepers” (1938), text de Johnny Mercer, pentru Going Places[17]
- „Down Argentina Way” (1940), text de Mack Gordon, pentru Down Argentine Way[20]
- „Chattanooga Choo Choo” (1941), text de Mack Gordon, pentru Sun Valley Serenade[21]
- „I've Got a Gal in Kalamazoo” (1942), text de Mack Gordon, pentru Orchestra Wives[22]
- „Zing a Little Zong” (1952), text de Leo Robin, pentru Just for You[18]
- „That's Amore” (1953), text de Jack Brooks, pentru The Caddy[23]
- „An Affair to Remember (Our Love Affair)” (1956), text de Harold Adamson și Leo McCarey, pentru An Affair to Remember[21]

### Hituri
- „By the River Sainte Marie” (1931), text de Edgar Leslie[21]
- „Too Many Tears” (1932), text de Al Dubin[23]
- „I Found a Million Dollar Baby (in a Five and Ten Cent Store)” (1932), text de Mort Dixon[22]
- „You're Getting to Be a Habit With Me” (1933), text de Al Dubin[18]
- „Forty-Second Street” (1933), text de Al Dubin[20]
- „Shadow Waltz” (1933), text de Al Dubin[24]
- „(You May Not Be an Angel, But) I'll String Along With You” (1934), text de Al Dubin[18]
- „Lullaby of Broadway” (1935), text de Al Dubin[17]
- „She's a Latin from Manhattan” (1935), text de Al Dubin[24]
- „I'll Sing You a Thousand Love Songs” (1936), text de Al Dubin[22]
- „September in the Rain” (1937), text de Al Dubin[24]
- „With Plenty of Money and You” (1937), text de Al Dubin[18]
- „Remember Me?” (1937), text de Al Dubin[19]
- „Jeepers Creepers” (1938), text de Johnny Mercer[17]
- „You Must Have Been a Beautiful Baby” (1938), text de Johnny Mercer[18]
- „Chattanooga Choo Choo” (1941), text de Mack Gordon[21]
- „My Heart Tells Me (Should I Believe My Heart?)” (1943), text de Mack Gordon[17]
- „I Had the Craziest Dream” (1943), text de Mack Gordon[22]
- „You'll Never Know” (1943), text de Mack Gordon[18]
- „The More I See You” (1945), text de Mack Gordon[23]
- „On the Atchison, Topeka and the Santa Fe” (1945), text de Johnny Mercer[19]

### Alte melodii selectate din filme
- „You're Getting to Be a Habit with Me” (1932), text de Al Dubin, pentru 42nd Street[18]
- „Forty-Second Street” (1933), text de Al Dubin, pentru 42nd Street[20]
- „Shuffle Off to Buffalo” (1933), text de Al Dubin, pentru 42nd Street[24]
- „The Boulevard of Broken Dreams” (1933), text de Al Dubin, pentru Moulin Rouge[21]

- „Keep Young and Beautiful” (1933), text de Al Dubin, pentru Roman Scandals[17]
- „Pettin' in the Park” (1933), text de Al Dubin, pentru Gold Diggers of 1933[19]
- „We're in the Money” (1933), text de Al Dubin, pentru Gold Diggers of 1933[18]
- „I Only Have Eyes for You” (1934), text de Al Dubin, pentru Dames[22]
- „I'll String Along with You” (1934), text de Al Dubin, pentru Twenty Million Sweethearts[18]
- „Lullaby of Broadway” (1935), text de Al Dubin, pentru Gold Diggers of 1935[17]
- „September in the Rain” (1935), text de Al Dubin, pentru Stars Over Broadway[24]
- „You Must Have Been a Beautiful Baby” (1938), text de Johnny Mercer, pentru Hard to Get[18]
- „Chica Chica Boom Chic” (1941), text de Mack Gordon, pentru That Night in Rio[21]
- „I, Yi, Yi, Yi, Yi (I Like You Very Much)” (1941), text de Mack Gordon, pentru That Night in Rio[22]
- „Chattanooga Choo Choo” (1941), text de Mack Gordon, pentru Sun Valley Serenade[21]
- „I Know Why (And So Do You)” (1941), text de Mack Gordon, pentru Sun Valley Serenade[22]
- „It Happened in Sun Valley” (1941), text de Mack Gordon, pentru Sun Valley Serenade[22]
- „At Last” (1941), text de Mack Gordon, pentru Sun Valley Serenade[21]
- „I Had the Craziest Dream” (1942), text de Mack Gordon, pentru Springtime in the Rockies[22]
- „Serenade In Blue” (1942), text de Mack Gordon, pentru Orchestra Wives[24]
- „There Will Never Be Another You” (1942), text de Mack Gordon, pentru Iceland[23]
- „You'll Never Know” (1943), text de Mack Gordon, pentru Hello, Frisco, Hello[18]
- „On the Atchison, Topeka and the Santa Fe” (1945), text de Johnny Mercer, pentru The Harvey Girls[19]
- „The More I See You” (1945), text de Mack Gordon, pentru Diamond Horseshoe[23]
- „This Heart of Mine” (1946), text de Arthur Freed, pentru Ziegfeld Follies[23]
- „(The Same Thing Happens with) The Birds and the Bees” (1956) Mack David, pentru The Birds and the Bees[21]

Alte melodii populare
- „Cheerful Little Earful” (1930), text de Ira Gershwin și Billy Rose, pentru Sweet & Low[21]
- „Nagasaki” (1928), text de Mort Dixon[19]

## Legături externe
- The Harry Warren website
  - Biography and list of Warren's "major song successes"
  - Full song list
- Biography Arhivat în 3 ianuarie 2013, la Wayback Machine. at the Encyclopedia of Composers and Songwriters
- Chronology of some of Warren's best-known songs Arhivat în 24 februarie 2012, la Wayback Machine.
- Harry Warren la Internet Movie Database
- en Harry Warren la Internet Broadway Database
- Biography at Guide to Musical Theatre
- HarryWarrenMusic.com site Arhivat în 24 aprilie 2012, la Wayback Machine.
- Harry Warren la Find a Grave